# Samuel Cyryl Stefanowicz

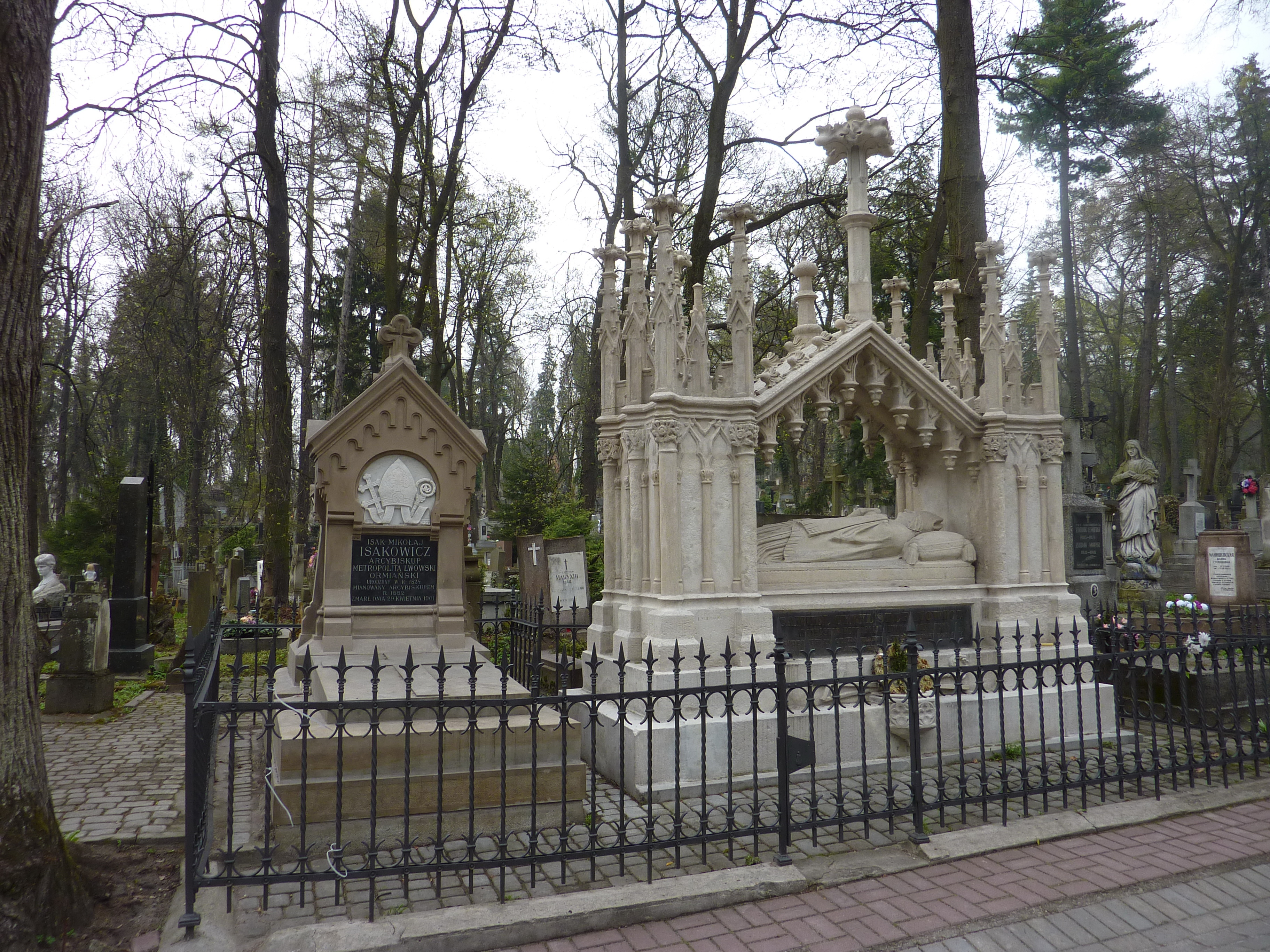
Nagrobek Abp Samuela Stefanowicza na Cmentarzu Łyczakowskim we Lwowie, (wyk. Juliusz Wojciech Bełtowski).

Samuel Cyryl Stefanowicz (ur. 18 lutego 1755 w Łyścu k. Stanisławowa, zm. 8 grudnia 1858) – arcybiskup lwowski obrządku ormiańskiego, polski społecznik, filantrop, teolog.

## Życiorys
Urodził się 18 lutego 1755 r. (wiele źródeł podaje błędną datę 1752 r.) w Łyścu k. Stanisławowa w rodzinie ormiańskiej. Zgodnie z tradycją ormiańską nazwisko "Stefanowicz" przybrał od imienia swego ojca, Stefana Ohanowicza, zamożnego kupca. Absolwent szkoły jezuickiej w Stanisławowie, wstąpił do Papieskiego Kolegium Ormiańskiego we Lwowie, wyświęcony w 1778 r. przez abpa Jakuba Stefana Augustynowicza dla ormiańskokatolickiej archidiecezji we Lwowie. Wikary katedralny we Lwowie od 1778 r., kanonik honorowy od 1790 r., prepozyt kapituły od 1799 r., proboszcz ormiańskiej parafii katedralnej od 1801 r., asesor charytatywnego Instytutu Ubogich we Lwowie od 1810 r. Wizytator generalny od 1828 r., w zastępstwie chorego abpa Kajetana Augustyna Warteresiewicza zwizytował całą archidiecezję.
We wrześniu 1828 poświęcił odbudowany kościół w Brzeżanach. Po śmierci abpa Jakuba Waleriana Tumanowicza w 1798 r. i po śmierci abpa Jana Jakuba Symonowicza w 1817 r. jeden z trzech kandydatów na nowego ordynariusza; w obu głosowaniach otrzymał trzecią lokatę. Administrator archidiecezji w latach 1816–1820. Po śmierci abpa Warteresiewicza wybrany 16 maja 1831 r. przez kler ormiański na arcybiskupa, miał wówczas 76 lat. Zatwierdzony 27 września 1831 r. przez cesarza Franciszka I, prekonizowany 24 lutego 1832 r. przez papieża Grzegorza XVI, konsekrowany 1 lipca tegoż roku przez łacińskiego arcybiskupa lwowskiego Andrzeja Alojzego Ankwicza. Pomimo podeszłego wieku abp Stefanowicz energicznie kierował archidiecezją aż przez 26 lat. Bronił obrządku ormiańskiego przed likwidacją, nie zgodził się na połączenie swej archidiecezji z rzymskokatolicką archidiecezją lwowską. Kilkakrotnie osobiście wizytował wszystkie parafie, bardzo dbał o kapłanów. Wielokrotnie wyjeżdżał do Stanisławowa, dbając o kult obrazu Matki Bożej Łaskawej w tamtejszej parafii ormiańskiej. Zmarł 8 grudnia 1858 r. w 103 roku życia i w 80 roku kapłaństwa. Był najstarszym urzędującym biskupem ówczesnej Europy. 
Pochowany na Cmentarzu Łyczakowskim we Lwowie; jego pogrzeb prowadził metropolita łaciński Franciszek Wierzchlejski oraz kanonik ormiański. ks. Grzegorz Szymonowicz. Mowę nad trumną wygłosił ks. Izaak Mikołaj Isakowicz, wówczas wikary ormiański w Stanisławowie, a późniejszy arcybiskup, którego zmarły był protektorem i duchowym opiekunem. Kamienny nagrobek arcybiskupa, przedstawiający postać w szatach liturgicznych, leżącą pod baldachimem, zachował się wraz z napisami w języku polskim w dobrym stanie do dziś. W 1889 r. dla upamiętnienia osoby arcybiskupa ks. Kajetan Kajetanowicz, proboszcz katedry lwowskiej, ufundował na dziedzińcu katedralnym figurę Chrystusa niosącego krzyż, wykonaną przez Tomasza Dykasa. Portret arcybiskupa, pędzla nieznanego malarza, znajduje się we Lwowskiej Galerii Obrazów.